# 克里斯托夫·科卡德
克里斯托夫·布魯諾·托尼·科卡德（1967年11月23日—）是一名法國前足球運動員，司職中場。他在歐塞爾度過大部分職業生涯，同時代表法國國家隊參加1992年歐洲國家盃。
科卡德還曾效力里昂、蘇格蘭球會基爾馬諾克及中國球會廣東宏遠。

## 生涯數據

### 國際賽入球
比分和結果列表法國隊的入球數在前，比分欄表示科卡德入球後的比分。
| # | 日期         | 場地                     | 對手 | 入球 | 比分 | 比賽                   |
| - | ------------ | ------------------------ | ---- | ---- | ---- | ---------------------- |
| 1 | 1995年9月6日 | 法國歐塞爾阿比迪甘斯球場 |      | 10–0 | 10–0 | 1996年歐洲國家盃外圍賽 |

## 榮譽
歐塞爾
- 法甲：1995–96[2]
- 法國盃：1993–94、1995–96[2]

里昂
- 歐洲足協圖圖盃: 1997[3]

## 外部鏈接
- 克里斯托夫·科卡德在 National-Football-Teams.com 上的出场纪录
- Christophe COCARD （页面存档备份，存于）於法國足球總會（法語）
- 法国足球协会上的 克里斯托夫·科卡德 （法文） 存档于webarchive.org.
- Profile at French federation official site （法語）